# Bruno Fuchs

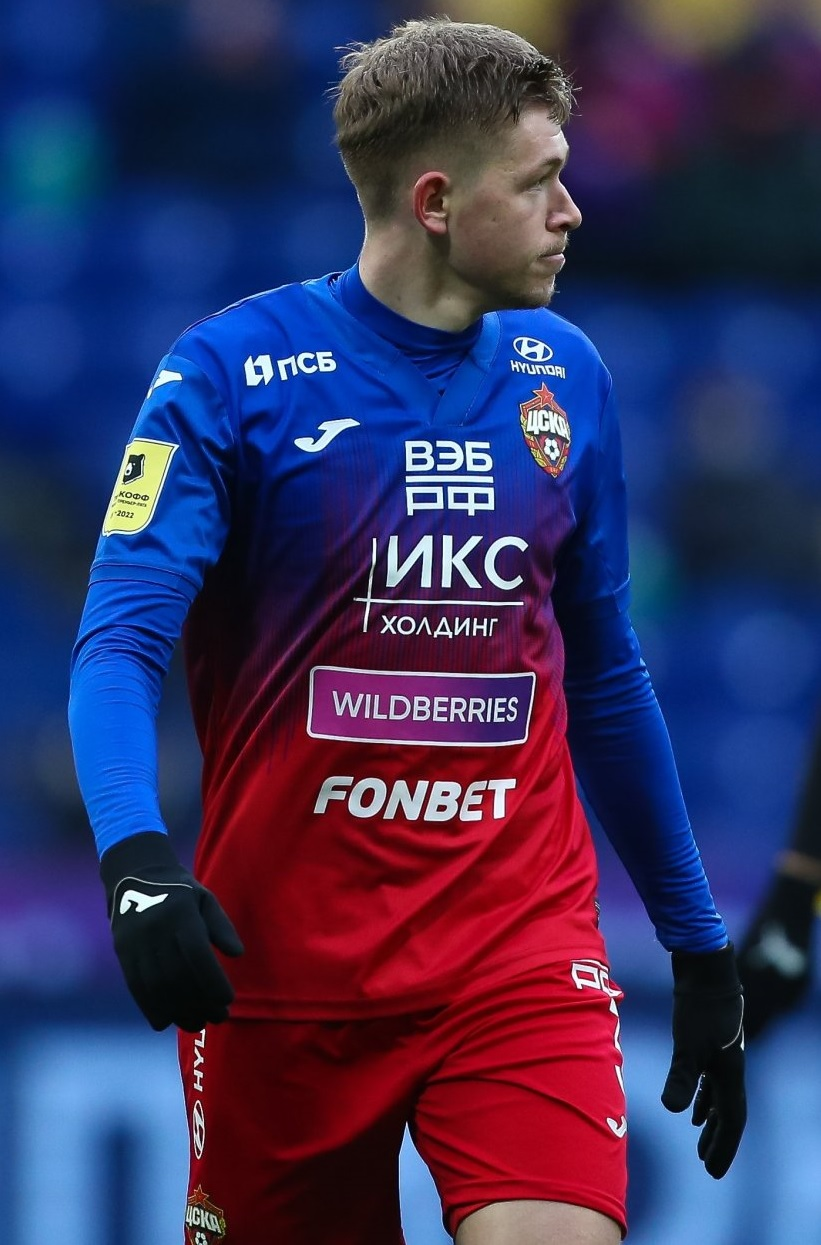
Bruno Fuchs

Bruno Fuchs, född 1 april 1999 i Ponta Grossa, är en brasiliansk fotbollsspelare.
Han blev olympisk guldmedaljör i fotboll vid sommarspelen 2020 i Tokyo.